# 尊室安
尊室安（1970年7月16日—），藝名Aaken，出生於法國巴黎，為尊室節的兒子，是旅居台灣的越南裔法國人作曲家。
他曾為當代舞蹈項目，電影和藝術展覽作曲，寫過古典音樂和許多歌曲。自2005年以來，他與日本編舞家金森穰密切合作，共同創作了現代舞作品《NINA》（2005年），《PLAY 2 PLAY》（2007年），《Les Contes d'Hoffmann》（2010年）和《天鵝夢》（2017年）。2013年，柏林交響樂團委託他在柏林愛樂廳演奏了《The Legend of Thánh Giống》交響曲。
多年以來，尊室安為越南獨立電影攝製了系列電影：《The Third Wife 落紅》（2018年）和阮芳英《Between Shadow and Soul 在黑暗與靈魂之間》（2019年）。（Leon Le）的《Song Lang》（2018年）。（Trình Định Lê Minh） 的《Goodbye Mother 我，最親愛的》（2019年）和陳清輝的《Ròm 人性暴走課》（2019年）。他還為日本導演河瀨直美的電影《True Mothers晨曦將至》（2020年）貢獻了音樂，也完成了《月光之影》《Moonlight Shadow》的音樂，這部電影是根據吉本芭娜娜的短篇小說改編而成，並由楊毅恆導演製作。
他於2019年的第30屆金曲獎頒獎典禮，以廖士賢《西部》專輯〈遙遠的所在〉一曲獲得最佳編曲人獎。

## 外部連結
- 尊室安公式網站 （页面存档备份，存于）
- 尊室安的Facebook專頁
- 尊室安的Instagram帳戶
- 尊室安在互联网电影资料库（IMDb）上的資料（英文）